# ثمرة قرعية
الثمرة القرعية (بالإنجليزية: Pepo)‏ هي أحد أنماط الثمرة البسيطة، وهي ثمرة نباتات الفصيلة القرعية مثل الكوسا والخيار والقرع والشمام والبطيخ.
تعد الثمرة القرعية من أنواع العوزة، ولكنها تتميز بجلدتها السميكة وتتشابهان باحتوائهما طبقة لحمية داخلية.

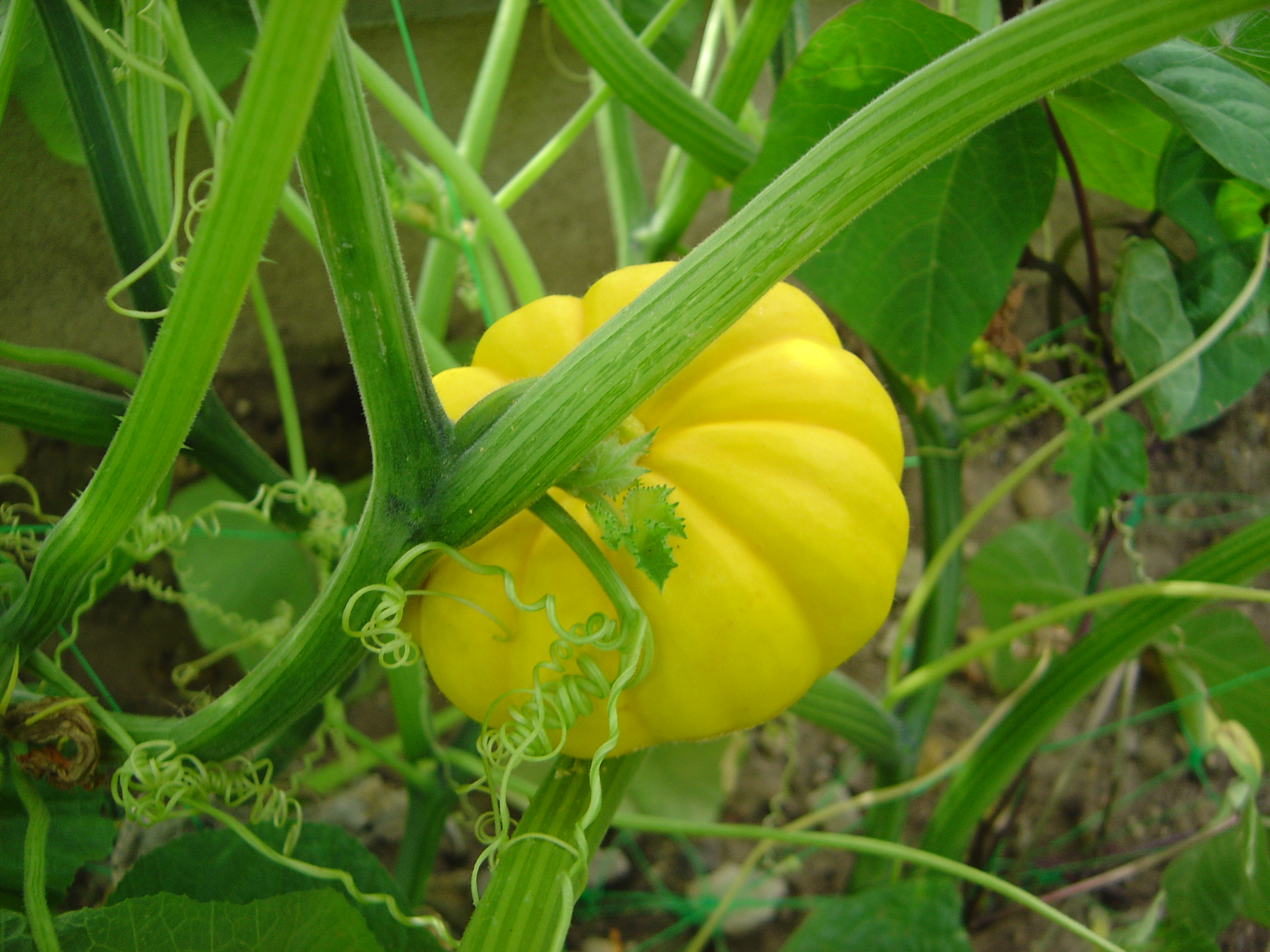
ثمرة قرع أصفر